# ويليام لي (عالم محيطات)
ويليام لي (بالإنجليزية: William Li)‏ هو عالم محيطات بريطاني وكندي، ولد في 1952 في هونغ كونغ البريطانية في المملكة المتحدة.